# 塞帕足球俱樂部
塞帕足球俱樂部（Saipa F.C.）是伊朗厄尔布尔士省卡拉季市的一个足球俱乐部。该俱乐部目前为塞帕汽车所有，故名。